# Zimna Woda (Dźwierzuty)
Zimna Woda (deutsch Zimnawodda, 1933 bis 1945 Hirschthal) ist eine kleine Ortschaft in der polnischen Woiwodschaft Ermland-Masuren und gehört zur Gmina Dźwierzuty (Landgemeinde Mensguth) im Powiat Szczycieński (Kreis Ortelsburg).

## Geographische Lage
Zimna Woda liegt 1 Kilometer östlich des Otter-Sees (polnisch Jezioro Zaleśno) in der südlichen Mitte der Woiwodschaft Ermland-Masuren, 17 Kilometer nordöstlich der Kreisstadt Szczytno (deutsch Ortelsburg).

## Geschichte

### Ortsname
Die deutsche Übersetzung des polnischen Ortsnamens heißt „Kaltes Wasser“.

### Ortsgeschichte
Der nach 1820 Zymnowoda genannte Ort wurde vor 1811 gegründet und bestand aus ein paar kleinen Gehöften. Im Jahre 1874 wurde er in den neu errichteten Amtsbezirk Salleschen (polnisch Zalesie) eingegliedert, der – 1938 in „Amtsbezirk Rheinswein“ (polnisch Rańsk) umbenannt – bis 1945 bestand und zum ostpreußischen Kreis Ortelsburg gehörte.
Im Jahre 1910 waren in Zimnawodda 51 Einwohner registriert. Aufgrund der Bestimmungen des Versailler Vertrags stimmte die Bevölkerung im Abstimmungsgebiet Allenstein, zu dem Zimnawodda gehörte, am 11. Juli 1920 über die weitere staatliche Zugehörigkeit zu Ostpreußen (und damit zu Deutschland) oder den Anschluss an Polen ab. In Zimnawodda stimmten 38 Einwohner für den Verbleib bei Ostpreußen, auf Polen entfielen keine Stimmen.
Am 27. Februar 1933 wurde Zimnawodda aus politisch-ideologischen Gründen der Abwehr fremdländisch klingender Ortsnamen in „Hirschthal“ umbenannt. Die Einwohnerzahl im gleichen Jahr belief sich auf 48 und sank bis 1939 auf 40.
1945 wurde Zimnawodda resp. Hirschthal in Kriegsfolge mit dem gesamten südlichen Ostpreußen an Polen überstellt und erhielt die polnische Namensform „Zimna Woda“. Heute ist der kleine Ort „część wsi Jeleniowo“ („ein Teil des Dorfes Jeleniowo“) innerhalb der Landgemeinde Dźwierzuty (Mensguth) im Powiat Szczycieński (Kreis Ortelsburg), bis 1998 der Woiwodschaft Olsztyn, seither der Woiwodschaft Ermland-Masuren zugehörig.

## Kirche
Bis 1945 war Zimnawodda (Hirschthal) in die evangelische Kirche Rheinswein in der Kirchenprovinz Ostpreußen der Kirche der Altpreußischen Union sowie in die katholische Kirche Mensguth im damaligen Bistum Ermland eingepfarrt.
Heute orientieren sich die Katholiken in Zimna Woda zu den Pfarrkirchen in Targowo (Theerwisch) bzw. Szczytno (Ortelsburg) im jetzigen Erzbistum Ermland. Evangelischerseits ist weiterhin die Kirche in Rańsk zuständig, die jetzt eine Filialkirche der Pfarrei in Szczytno in der Diözese Masuren der Evangelisch-Augsburgischen Kirche in Polen ist.

## Verkehr
Nach Zimna Woda führt eine Zuwegung von Jeleniowo (Jellinowen, 1938 bis 1945 Gellen (Ostpr.)) aus. Ein Anschluss an den Bahnverkehr existiert nicht.